# Штауденман, Петер
Пе́тер Шта́уденман (нем. Peter Staudenmann) — швейцарский кёрлингист.
В составе мужской сборной Швейцарии участник двух чемпионатов мира (лучший результат - заняли шестое место в 1968). Двукратный чемпион Швейцарии среди мужчин.
Играл на позиции второго.

## Достижения
- Чемпионат Швейцарии по кёрлингу среди мужчин: золото (1967, 1968).

## Команды
| Сезон   | Четвёртый   | Третий      | Второй           | Первый                              | Турниры                      |
| ------- | ----------- | ----------- | ---------------- | ----------------------------------- | ---------------------------- |
| 1966—67 | Франц Марти | Ули Штауфер | Петер Штауденман | Willy Balmer (ЧШМ), Курт Майер (ЧМ) | ЧШМ 1967 · ЧМ 1967 (8 место) |
| 1967—68 | Франц Марти | Ули Штауфер | Петер Штауденман | Рудольф Рютти                       | ЧШМ 1968 · ЧМ 1968 (6 место) |

(скипы выделены полужирным шрифтом)